# ヘナロ・ガルシア
ヘナロ・ガルシア（Genaro Garcia、1977年9月17日 - 2013年6月21日）は、メキシコ・ブエナベントゥーラ出身の男性プロボクサー。右ファイター。身長164cm、リーチ168cm（2008年12月29日測定）。スカーフェイスの異名をとる。

## 来歴
1994年3月4日、プロデビュー。
2000年11月12日、後にIBF世界バンタム級王者となるラファエル・マルケス（メキシコ）に2回KO勝ちを収める。
2003年2月21日、空位のWBC中米カリブ (WBC Fecarbox) バンタム級王座を獲得。2005年4月28日までに5度防衛した。
同年11月13日、日本武道館にて長谷川穂積が持つWBC世界バンタム級王座に指名挑戦者として挑む。果敢な前進で王者を苦しめるもダウンを2度喫した末0-3の判定で敗退。
2007年7月7日、ルイス・アルベルト・ペレスと空位のIBF世界バンタム級タイトルを賭けて対戦するも、7回KOで敗北。
2009年1月3日、パシフィコ横浜にてWBC世界スーパーバンタム級王者西岡利晃と対戦。これが3度目の世界挑戦となったが、2度のダウンを奪われた末に12RTKOで敗れた。しかし、西岡はKOパンチを何度被弾しても倒れず突進してくるガルシアをマッチョと称え敬意を表した。
2009年11月20日、後のWBO世界スーパーバンタム級王者ウィルフレド・バスケス・ジュニアとWBOラテンアメリカスーパーバンタム級暫定王座決定戦に出場し、7回TKO負けを喫し王座獲得はならなかった。その試合後に引退を発表した。
その3年後の2012年1月7日の試合で電撃復帰を果たし、2回TKO勝ちを収めた。
その後は度々試合に出場していたが、2013年6月21日、数日後に行われる試合の練習に向かう途中で強盗の襲撃に会い射殺された。35歳没。